# Relações entre China e Paquistão

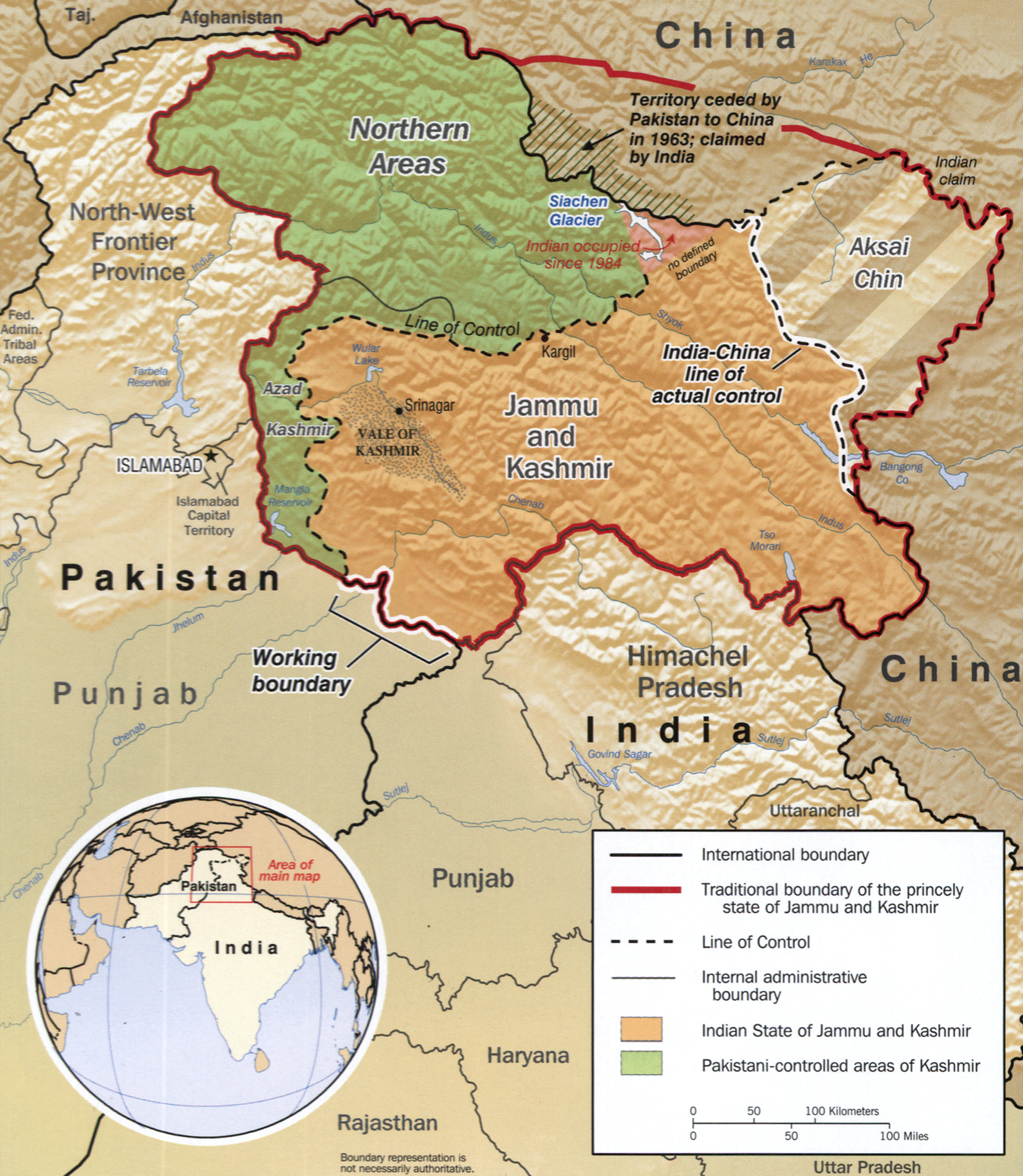
Mapa mostrando os territórios disputados: verde: Caxemira Livre e Territórios do Norte, sob controle do Paquistão; marrom-escuro: Jammu e Caxemira, sob controle da Índia; Aksai Chin, sob ocupação da República Popular da China.

As relações entre China e Paquistão ou relações sino-paquistanesas são as relações diplomáticas estabelecidas entre a República Popular da China e a República Islâmica do Paquistão. Ambos são países vizinhos, com uma extensão de 523 quilômetros na fronteira entre os dois países.
Desde que estabeleceram relações diplomáticas em 1951, a China e o Paquistão desfrutam de uma relação estreita e mutuamente benéfica. O Paquistão foi um dos primeiros países a reconhecer a República Popular da China, em 1950, e manteve-se um aliado sólido durante o período de isolamento internacional de Pequim nas décadas de 1960 e 1970. A China, há muito tempo, fornece ao Paquistão uma grande assistência militar, técnica e econômica, incluindo a transferência de tecnologia e equipamentos nucleares sensíveis.
As disputas de fronteira entre China e Índia, que causaram um conflito entre os dois países em 1962 e um conflito indo-paquistanês em 1965, testemunharam a existência de uma ameaça comum relacionada à segurança e a necessidade de fortes laços de defesa entre os dois países. 

## História
O Paquistão possui uma longínqua e sólida relação internacional com a China. Os laços entre os dois países têm sido mutuamente benéficos aos interesses geopolíticos de ambos, geralmente centrados na proximidade cultural e visionária e interesses mútuos. Desde a Guerra Sino-Indiana (1962), o Paquistão têm mantido a tradição política de apoiar as reivindicações territoriais chinesas na região, especialmente aquelas relacionadas à Taiwan, Xinjiang e o Tibet. O governo paquistanês também é um eventual apoiador da maneira como o governo chinês conduz os direitos humanos em seu território. 
O Paquistão também atuou como um mediador dos interesses chineses com o Ocidente, sendo um dos principais promotores da visita de Nixon à China em 1972 que acarretou na reaproximação diplomática com os Estados Unidos. Além disso, o Paquistão têm colaborado em extensivas alianças militares com a China, a quem considera geralmente como um contentor da influência regional indiana.

### Era contemporânea
2011
Em maio de 2011, em uma reunião que ocorreu na China entre o primeiro-ministro, Wen Jiabao, e o primeiro-ministro do Paquistão, Yousuf Raza Gillani, foi reafirmada a amizade entre os países, em meio à crise entre Estados Unidos e Paquistão provocada pela morte de Osama bin Laden. Esta reunião foi interpretada por analistas como um pacto de proteção contra a influência dos Estados Unidos na região.

## Cooperação militar
O papel da China como um grande fornecedor de armas para o Paquistão começou na década de 1960 e incluiu a assistência na construção de uma série de fábricas de armas no Paquistão e o fornecimento de sistemas de armas completos. Após a imposição de sanções dos Estados Unidos ao Paquistão em 1990, a China tornou-se o principal fornecedor de armas do país. A colaboração atual inclui treinamento de pessoal, exercícios militares conjuntos, compartilhamento de informações e esforços de contraterrorismo. O Paquistão está produzindo o caça multiuso JF-17 Thunder em conjunto com a China.